# Andre Hutson
Andre Davon Hutson (nacido el 12 de enero de 1979 en Trotwood, Ohio) es un exjugador de baloncesto estadounidense. Con 2.02 metros de estatura, jugaba en la posición de ala-pívot.

## Trayectoria
- Universidad de Míchigan State (1997-2001)
- Basket Napoli  (2001-2002)
- Peristeri BC (2002-2003)
- Maroussi BC (2003-2004)
- Makedonikos BC (2004-2005)
- Ural Great Perm (2005-2006)
- Panionios BC (2006-2007)
- Efes Pilsen (2007-2008)
- Pallacanestro  Virtus Roma  (2008-2010)